# Gerhard de Jonge
Gerhard de Jonge (ur. 22 czerwca 1875 w Emden, zm. 1 maja 1945 w Brandenburgu) - profesor budownictwa kolejowego, wykładowca i rektor Politechniki Gdańskiej.

## Życiorys
Absolwent Wydziału Inżynierii Budowlanej Politechniki Berlińskiej, po studiach pracował na kolei.
W latach 1914–1945 pracował jako profesor zwyczajny budownictwa kolejowego na Politechnice Gdańskiej,  a w latach 1923–1924 był rektorem uczelni.